# Sympolitie
Eine Sympolitie (altgriechisch συμπολιτεία sympoliteia, deutsch ‚gemeinsame Bürgerschaft‘) war im antiken Griechenland der Zusammenschluss von zwei oder mehr ursprünglich getrennten Orten zu einer gemeinsamen Polis. Der Begriff wird vereinzelt in literarischen Quellen und vor allem in Inschriften erwähnt. Aufgrund dieses Sprachgebrauchs verwendet die althistorische Forschung den Begriff „Sympolitie“ insbesondere dann, wenn die einzelnen Siedlungen als solche fortbestanden und kein gemeinsames Siedlungszentrum gegründet wurde (Synoikismos). In vielen Fällen war eine der Gemeinden die deutlich dominierende.
Die Sympolitie wird in der Forschung unterschieden vom Koinon, bei dem mehrere politische Einheiten einen Bundesstaat bildeten (allerdings verwendet Polybios für den Achaiischen und Aitolischen Bund auch sympoliteia und das dazugehörende Verb), und der isopoliteia, bei der die Bürger mehrerer Poleis einander rechtlich gleichgestellt wurden, die Städte aber ihre Eigenständigkeit behielten.